# Finnische Sprache
Finnisch (Eigenbezeichnung suomi [ˈsu⁠ɔ⁠mi] ⓘ oder suomen kieli) gehört zum ostseefinnischen Zweig der finno-ugrischen Sprachen, die eine der beiden Unterfamilien des Uralischen darstellen. Damit ist es eng mit dem Estnischen verwandt und entfernt mit dem Ungarischen und mit dem Nenzischen. Finnisch ist neben Schwedisch eine der beiden Amtssprachen in Finnland mit etwa 4,9 Millionen Muttersprachlern (89 % der Bevölkerung, im Jahr 2015). Es ist eine der Amtssprachen in der EU. In Schweden, wo es von ca. 300.000 Menschen gesprochen wird, ist Finnisch als offizielle Minderheitensprache anerkannt. Es gibt kleine finnischsprachige Minderheiten in der nordnorwegischen Finnmark, in der nordwestrussischen Republik Karelien und in Estland.
Das Finnische unterscheidet sich als finno-ugrische Sprache erheblich von den indogermanischen Sprachen, zu denen der Großteil der in Europa gesprochenen Sprachen gehört. Der jahrhundertelange Sprachkontakt hat aber in der Syntax und im Wortschatz zu einer gewissen Annäherung des Finnischen an die umliegenden indogermanischen Sprachen geführt. Zu den Besonderheiten der finnischen Sprache gehören der agglutinierende Sprachbau, die große Anzahl (15) an Kasus, eine komplexe Morphophonologie (Vokalharmonie, Stufenwechsel), das Fehlen des grammatischen Geschlechts und ein konsonantenarmer Lautbestand.

## Sprachverwandtschaft
Das Finnische gehört zur Familie der finno-ugrischen Sprachen, die zusammen mit der kleinen Gruppe der samojedischen Sprachen die uralische Sprachfamilie bilden.
Während die meisten in Europa gesprochenen Sprachen der indogermanischen Sprachfamilie angehören, zählen zu den finno-ugrischen Sprachen neben dem Finnischen noch die estnische, die samische und die ungarische Sprache sowie eine Reihe von im europäischen Russland und in Nordsibirien gesprochenen Sprachen.
Die Verwandtschaft zwischen den verschiedenen Sprachen dieser Familie lässt sich vielfach über die grammatischen Formen nachweisen, während der Wortschatz zuweilen wenige Ähnlichkeiten aufweist. So sind die Urformen des Finnischen und Ungarischen schon seit vielen Jahrtausenden getrennt, und die Verwandtschaft ist nicht näher als die Beziehung zwischen entfernten indogermanischen Sprachen wie Deutsch und Persisch.
Die nächsten Verwandten des Finnischen sind das Estnische, Ischorische, Karelische, Livische, Võro, Wepsische und das Wotische; sie bilden zusammen mit dem Finnischen die Gruppe der ostseefinnischen Sprachen, die als ganze wiederum dem Samischen gegenübersteht.

## Geschichte

### Frühgeschichte
Die Zeiträume der frühen Entwicklungsvorgänge lassen sich nur mit großer Schwierigkeit bestimmen, da dies nur durch Rekonstruktion aus der Analyse von Wortschatz und Grammatik der heutigen Sprachen geschehen kann. Es wird jedoch angenommen, dass die Herausbildung des frühen Ostsee-Finnischen mit der Trennung vom Samischen spätestens um 1000 v. Chr. abgeschlossen war. Das Finnische stand bereits in prähistorischer Zeit mit germanischen und baltischen Sprachen im Kontakt und übernahm aus ihnen zahlreiche Lehnwörter.
Obwohl die Bewohner des heutigen Finnlands durchweg finno-ugrische Sprachen sprachen, entwickelte sich eine gemeinsame finnische Sprache erst in der Neuzeit. In der vorangegangenen Zeit waren die Bewohner Finnlands in drei Hauptstämme aufgeteilt, die sprachlich wie kulturell erhebliche Unterschiede aufwiesen. Im Südwesten lebte die später als die „eigentlichen Finnen“ (varsinaissuomalaiset) bezeichnete Bevölkerungsgruppe. In dieser Region hatten sich germanischstämmige Zuwanderer aus Skandinavien mit der Bevölkerung vermischt und viele germanische Lehnwörter mitgebracht. Im Osten lebten die Karelier und in den Wäldern des Binnenlandes die Hämeer, die sich anfangs wahrscheinlich noch nicht stark von den Samen unterschieden. Aus einer Vermischung der letztgenannten Bevölkerungsgruppen entstand später, aber noch vor dem Mittelalter, der Savo-Dialekt.

### Entwicklung der Schriftsprache

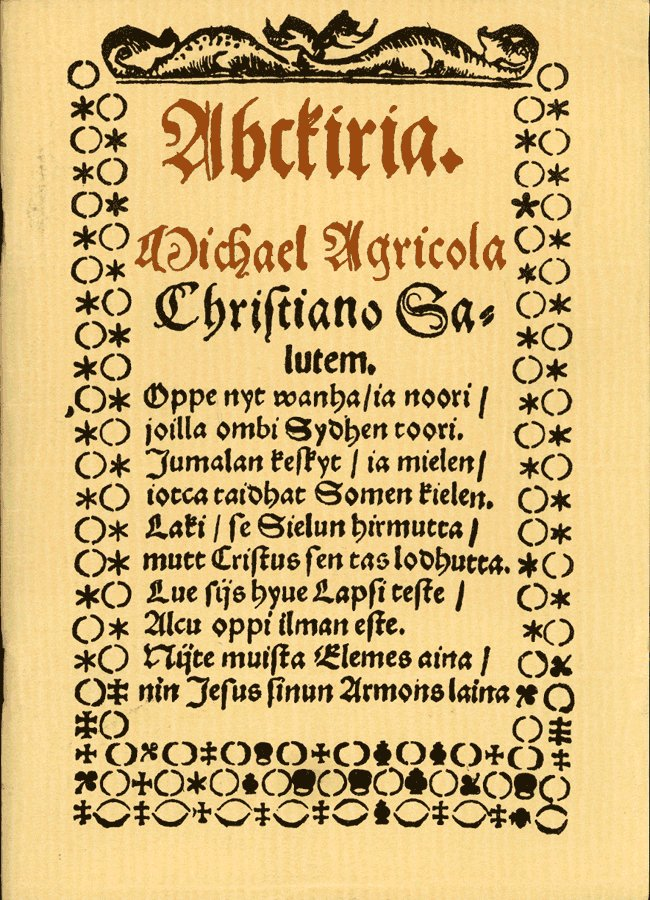
Abckiria, das älteste Werk in finnischer Sprache

Die Entstehung einer einheitlichen finnischen Sprache, insbesondere der finnischen Schriftsprache, wurde begünstigt durch die Reformation. König Gustav Wasa brach 1524 die Beziehungen zur katholischen Kirche ab und ordnete die Übernahme der lutherischen Lehren an. Zu diesen gehörte es, das Wort Gottes in der Sprache des Volkes zu verkünden. In der Folge begannen die Pfarrer die notwendigen liturgischen Texte schriftlich aufzuzeichnen.
Die Veröffentlichung der ersten gedruckten Texte in finnischer Sprache geht auf das Werk des späteren Bischofs Mikael Agricola zurück. Der Schüler Martin Luthers begann bereits während seiner Studienzeit mit der Übersetzung religiöser Texte, insbesondere des Neuen Testaments. Das erste gedruckte finnische Buch war die spätestens 1543 veröffentlichte „Fibel“ Abckiria, die sich in erster Linie an Geistliche richtete und einen Katechismus enthielt. Die finnische Übersetzung des Neuen Testaments erschien 1548.
Agricola schuf eine Rechtschreibung auf Grundlage des Lateinischen, Deutschen und Schwedischen und legte die Grundlagen für eine finnische Schriftsprache. Er benutzte in erster Linie den in der Gegend von Turku gesprochenen Dialekt, der zur Grundlage der sich entwickelnden gemeinsamen finnischen Sprache wurde.

### Von der Bauernsprache zur Kultursprache
Nach der Schaffung einer Schriftsprache blieb die schriftliche Verwendung des Finnischen über Jahrhunderte rudimentär. Ab dem 16. Jahrhundert wurden Gesetze teilweise auf Finnisch geschrieben, ein finnischsprachiges kulturelles Leben gab es jedoch nicht. Im zu Schweden gehörenden Finnland war Schwedisch die Sprache der Verwaltung, der Bildung und der Kultur.
Erst nachdem Finnland 1809 als Großfürstentum Finnland unter die Herrschaft des russischen Zaren gekommen war, begann sich ein finnisches Nationalbewusstsein zu entwickeln. Es formierte sich eine als „Fennomanen“ bezeichnete Bewegung, die die finnische Sprache zur Kultursprache entwickeln wollte. Im frühen 19. Jahrhundert fehlten der Sprache hierfür aber noch alle Voraussetzungen. Die Grammatik war nie systematisch erfasst worden, und der Wortschatz spiegelte das Alltagsleben der bäuerlichen Landbevölkerung wider, entbehrte aber fast aller für Verwaltungs- und Kulturzwecke erforderlichen Vokabeln.
Das 1835 von Elias Lönnrot veröffentlichte Nationalepos Kalevala bestärkte die Rolle der finnischen Sprache. Durch die Aktivitäten der Fennomanen entstand eine finnischsprachige Literatur und Presse. Viele, muttersprachlich meist schwedischsprachige, Angehörige der gebildeten Oberschicht arbeiteten an einer Weiterentwicklung der finnischen Sprache. In diesem Zusammenhang wurden zahlreiche Wörter geschaffen, die in der finnischen Sprache nicht existiert hatten. Den Idealen der finnischen Nationalbewegung folgend, wurden die neuen Wörter dieser Zeit fast ausnahmslos nicht durch Lehnwörter, sondern gänzlich neu gebildet, oft durch Abwandlungen alter finnischer Wörter.
Der in der zweiten Hälfte des 19. Jahrhunderts begonnene Aufbau eines finnischsprachigen Schulwesens führte bis zur Jahrhundertwende dazu, dass sich eine gebildete finnischsprachige Bevölkerungsschicht entwickelte. Bis zum zweiten Jahrzehnt des 20. Jahrhunderts hatte sich Finnisch zu einer Kultursprache entwickelt, die im Wesentlichen dem heutigen Finnischen entspricht.

## Rechtschreibung und Aussprache
Bedingt durch die Entstehungsgeschichte der finnischen Schriftsprache ist das finnische Alphabet identisch mit dem des Schwedischen. Es besteht aus den 26 Buchstaben des lateinischen Alphabets, ergänzt um die Sonderzeichen å, ä und ö. Bei der alphabetischen Sortierung, z. B. in Wörterbüchern, werden die Umlaute in der genannten Reihenfolge am Ende des Alphabetes eingeordnet, nicht wie im Deutschen bei a und o. Der Buchstabe w, der insbesondere in älteren Texten oft frei mit dem gleichklingenden Buchstaben v ausgetauscht wird, wird dagegen bei der Sortierung meist nicht von letzterem unterschieden. Das ü, das etwa in deutschen und estnischen Namen vorkommt, wird identisch zum y einsortiert.
Die Buchstaben c, q, w, x, z und å kommen in finnischen Wörtern nicht vor, treten aber zuweilen in Fremdwörtern auf, insbesondere das å auch in den in Finnland häufig vorkommenden schwedischen Namen. Die Buchstaben b und f kommen nur in Lehnwörtern vor. Teilweise wird bei Lehnwörtern für den Laut [⁠ʃ⁠] ein S mit Hatschek (š) verwendet. Es kann durch sh oder einfach s ersetzt werden (z. B. šakki, shakki oder sakki „Schach“). Noch seltener ist die stimmhafte Entsprechung ž, die bei geographischen Bezeichnungen wie Fidži vorkommt.
Das Finnische hat eine fast völlig phonematische Orthographie; das heißt, die Zuordnung von Phonemen (Lauten) und Graphemen (Buchstaben) ist eindeutig. Lehnwörter werden konsequent an die finnische Orthographie angepasst (z. B. filosofia „Philosophie“). Bei folgenden Buchstaben unterscheidet sich der Lautwert vom Deutschen:
| Buchstabe | Lautwert | Beschreibung                                           |
| --------- | -------- | ------------------------------------------------------ |
| e         | [⁠ɛ⁠]      | stets offen, aber etwas geschlossener als in dt. wenn  |
| h         | [⁠h⁠]      | wie dt. h; auch vor Konsonanten deutlich ausgesprochen |
| k         | [⁠k⁠]      | wie dt. k, aber unbehaucht                             |
| o         | [⁠ɔ⁠]      | stets offen wie in dt. toll                            |
| p         | [⁠p⁠]      | wie dt. p, aber unbehaucht                             |
| r         | [⁠r⁠]      | gerolltes r (Zungenspitzen-r)                          |
| s         | [⁠s⁠]      | stets stimmlos wie in dt. Fass                         |
| t         | [⁠t⁠]      | wie dt. t, aber unbehaucht                             |
| v         | [⁠v⁠]      | wie dt. w                                              |
| y         | [⁠y⁠]      | wie dt. ü                                              |
| ä         | [⁠æ⁠]      | offener als dt. ä, wie im engl. hat                    |
| ö         | [⁠œ⁠]      | stets offen wie in dt. Hölle                           |

Zu den wenigen Ausnahmen in der Kongruenz von Buchstabe und Lautwert gehören die Buchstabenkombinationen nk und ng, die [ŋk] und [ŋː] gesprochen werden. Ferner wird ein vor einem p stehendes n durchgängig als m ausgesprochen (z. B. in kunpa gesprochen kumpa, aber auch in haen pallon gesprochen haem pallon). Nach bestimmten Typen von Wörtern tritt bei der Aussprache eine Verdopplung des Anfangskonsonanten des nachfolgenden Wortes oder Wortteiles auf, so nach auf -e endenden Wörtern (tervetuloa, gesprochen tervettuloa) oder nach verneinten Verben (en juo maitoa, gesprochen en juom maitoa). Beginnt das folgende Wort mit einem Vokal, tritt an die Stelle der Konsonantenverdopplung ein Glottisverschlusslaut [⁠ʔ⁠].
In der finnischen Aussprache spielt der Unterschied von langen und kurzen Lauten eine zentrale Rolle. Dieser Unterschied spiegelt sich konsequent in der Schreibweise wider, indem lange Laute durch Doppelbuchstaben dargestellt werden. Dies betrifft sowohl Vokale als auch Konsonanten (tuli „Feuer“, tulli „Zoll“, tuuli „Wind“). Die langen Laute sind in der Regel exakt doppelt so lang wie der einfache Laut. Dabei ist die Qualität der Vokale unabhängig von ihrer Quantität. Anders als im Deutschen wird z. B. o stets [⁠ɔ⁠] gesprochen, unabhängig davon, ob es lang oder kurz ist. Die Verlängerung der Konsonanten k, p und t geschieht in der Weise, dass der jeweilige Verschlusszustand für kurze Zeit aufrechterhalten wird.
Im Finnischen wird stets die erste Silbe eines Wortes betont. Daneben liegt ab der dritten Silbe auf jeder zweiten Silbe eine Nebenbetonung, wobei die letzte Silbe unbetont bleibt. Die Länge der Vokale ist unabhängig von der Betonung.

## Phonologie

### Phoneme
Das Finnische verfügt über acht Vokale (angegeben in IPA-Lautschrift):
|             | vorne    | vorne | zentral | hinten |
| ungerundet  | gerundet |       | zentral | hinten |
| ----------- | -------- | ----- | ------- | ------ |
| geschlossen | i        | y     |         | u      |
| halboffen   | ɛ        | œ     |         | ɔ      |
| offen       | æ        |       | ɑ       |        |

Daneben gibt es im Finnischen je nach Zählweise 16 bis 18 verschiedene Diphthonge, die als Phoneme gewertet werden: ai [ɑi̯], au [ɑu̯], ei [ɛi̯], eu [ɛu̯], ey [ɛy̯], ie [iɛ̯], iu [iu̯], iy [iy̯], oi [ɔi̯], ou [ɔu̯], ui [ui̯], uo [uɔ̯], yi [yi̯], yö [yœ̯], äi [æi̯], äy [æy̯], öi [œi̯] und öy [œy̯]. Der Diphthongstatus von ey und iy ist nicht eindeutig. Generell ist zwischen Diphthongen und zweisilbigen Vokalverbindungen zu unterscheiden, wobei die Grenze nicht immer klar zu ziehen ist. So ist das au in kaula [ˈkɑu̯lɑ] (Hals) ein Diphthong, in kulaus [ˈkulɑus] (Schluck) aber eine Vokalverbindung.
Das Finnische verfügt über 14 eigenständige Konsonantenphoneme. Weitere vier Konsonanten (in der Tabelle eingeklammert) kommen nur in Lehnwörtern vor.
|               | Bilabial | Labiodental | Dental | Alveolar | Postalveolar | Palatal | Velar  | Glottal |
| ------------- | -------- | ----------- | ------ | -------- | ------------ | ------- | ------ | ------- |
| Plosive       | p, (b)   |             | t      | d        |              |         | k, (g) | ʔ       |
| Nasale        | m        |             | n      |          |              |         | ŋ      |         |
| Vibranten     |          |             |        | r        |              |         |        |         |
| Frikative     |          | (f), v      |        | s        | (ʃ)          |         |        | h       |
| Approximanten |          |             |        |          |              | j       |        |         |
| Laterale      |          |             |        | l        |              |         |        |         |

Das Finnische ist mit nur 14 Konsonantenphonemen eine konsonantenarme Sprache. In einem finnischen Text kommen auf 100 Vokale durchschnittlich 96 Konsonanten (zum Vergleich: im Deutschen sind es 177).
Es besteht kein Kontrast zwischen stimmhaften und stimmlosen Lauten. Der Laut [d] nimmt als einziger stimmhafter Plosiv eine Sonderrolle im phonologischen System des Finnischen ein. Er kommt bei echt finnischen Wörtern nur im Inlaut als schwache Stufe von [t] vor. Historisch geht er auf den Frikativ [ð] zurück, der als d oder dh geschrieben wurde. Als der Laut [ð] nicht mehr gesprochen wurde, blieb die Schreibung d beibehalten und wurde, dem schwedischen Beispiel folgend, [d] ausgesprochen. Der Laut [d] kommt in keinem finnischen Dialekt vor, dort ist der ursprüngliche Laut entweder ausgefallen oder hat sich zu [r], [l] oder [j] entwickelt. Während der Zeit der Sprachenstreite im 19. und 20. Jahrhundert gab es Bestrebungen, den Buchstaben d als unfinnisch aufzugeben und jeweils durch ein t zu ersetzen. Diese Schule hat sich jedoch nicht durchsetzen können.
Bei traditionellen finnischen Wörtern können am Wortanfang keine Konsonantenverbindungen stehen. Ältere Lehnwörter wurden bei Bedarf angepasst: Bei ihnen ist nur der letzte Konsonant der Verbindung erhalten.
- koulu („Schule“) aus schwedisch skola
- ranta („Strand“) aus schwedisch strand

Bei neueren Lehnwörtern bleiben die Konsonantenverbindungen erhalten. Die Aussprache fällt allerdings manchen Finnen schwer und sie sprechen nur den letzten Konsonanten.
- stressi („Stress“) wird als ressi, vereinzelt auch als tressi gesprochen
- professori („Professor“) wird dann rofessori ausgesprochen

Am Wortende können nur Vokale oder die Konsonanten -n, -t, -l, -r und -s stehen. Neuere Lehnwörter werden meist durch Anhängung eines -i gebildet (z. B. presidentti „Präsident“).

### Vokalharmonie

Mengendiagramm zur Veranschaulichung des Systems der finnischen Vokalharmonie

Zu den zentralen Lautgesetzen des Finnischen gehört die Vokalharmonie. Die Hintervokale a, o und u können grundsätzlich nicht innerhalb eines Wortes zusammen mit den Vordervokalen ä, ö und y vorkommen. Endungen und andere Suffixe werden an die im Wortstamm enthaltenen Vokale angepasst:
- talo („das Haus“) – talossa („im Haus“)
- metsä („der Wald“) – metsässä („im Wald“)

Die Vokale e und i sind neutral und können innerhalb eines Wortes mit beiden Gruppen vorkommen. Enthält ein Wort nur neutrale Vokale, werden für die Endungen die vorderen Vokale verwendet:
- meri („das Meer“) – meressä („im Meer“)

In zusammengesetzten Wörtern werden die Gesetze der Vokalharmonie auf jeden Wortbestandteil getrennt angewendet. Die Vokale der Endung richten sich nach den Vokalen im letzten Wortbestandteil:
- Pohjanmeri („die Nordsee“) – Pohjanmeressä („in der Nordsee“)

Fremdwörter enthalten manchmal sowohl vordere als auch hintere Vokale. In nachlässiger Aussprache werden dann meist statt der vorderen Vokale die entsprechenden hinteren gesprochen. Beispielsweise wird Olympia von manchen Sprechern wie Olumpia gesprochen.

### Stufenwechsel
Die Konsonanten k, p und t unterliegen in der Deklination wie der Konjugation finnischer Wörter einem Stufenwechsel. Sie kommen in einer „starken“ und einer „schwachen“ Stufe vor. Die starke Stufe steht in offenen, also auf einen Vokal endenden, Silben (z. B. katu „die Straße“) sowie vor langen Vokalen und Diphthongen (z. B. katuun „in die Straße“). Sonst steht die schwache Stufe (z. B. kadun „der Straße“).
Bei der Mehrzahl der Wörter steht die Grundform (Nominativ bei Nomina, Infinitiv bei Verben) in der starken Stufe. Manche Wörter unterliegen dem umgekehrten Stufenwechsel, bei dem die Grundform in der schwachen Stufe steht und die flektierten Formen überwiegend die starke Stufe annehmen (z. B. tuote „das Produkt“ – tuotteen „des Produktes“).
Man unterscheidet zwischen quantitativem und qualitativem Stufenwechsel. Beim quantitativen Stufenwechsel werden doppelte Konsonanten in der schwachen Stufe zu einfachen reduziert:
- kk → k: pankki („die Bank“) – pankin („der Bank“)
- pp → p: oppia („erlernen“) – opin („ich erlerne“)
- tt → t: katto („das Dach“) – katot („die Dächer“)

Vom qualitativen Stufenwechsel sind die Einzelkonsonanten k, p und t sowie zahlreiche Konsonantenverbindungen betroffen. Diese Art des Stufenwechsels ist nicht mehr produktiv; das heißt, neuere Wörter sind nicht mehr davon betroffen (vgl. katu „die Straße“ – kadun „der Straße“, aber auto „das Auto“ – auton „des Autos“).
- k → ∅: lukea („lesen“) – luen („ich lese“)
- p → v: rapu („der Krebs“) – ravun („des Krebses“)
- t → d: katu („die Straße“) – kadulla („auf der Straße“)
- nk → ng: Helsinki – Helsingissä („in Helsinki“)
- mp → mm: kampa („der Kamm“) – kammat („die Kämme“)
- lt → ll: valta (die Macht) – vallan (der Macht)
- nt → nn: antaa („geben“) – annan („ich gebe“)
- rt → rr: parta („der Bart“) – parran („des Bartes“)

Sonderfälle:
- hke → hje: rohkenen („ich wage“) – rohjeta („wagen“)
- lke → lje: hylkeen („der Robbe“) – hylje („die Robbe“)
- rke → rje: särkeä („zerbrechen“) – särjen („ich zerbreche“)
- uku → uvu: luku („die Zahl“) – luvun („der Zahl“)
- yky → yvy: kyky („die Fähigkeit“) – kyvyn („der Fähigkeit“)

## Grammatik

### Sprachbau
Das Finnische ist eine agglutinierende Sprache. Das bedeutet, dass die verschiedenen grammatischen Merkmale der Wörter durch eine Kette einzelner Affixe ausgedrückt werden, und zwar hier durch Affixe, die am Ende des Wortes angehängt werden (Suffixe bzw. „Nachsilben“). Im Deutschen und anderen indogermanischen Sprachen werden die Funktionen dieser Suffixe in vielen Fällen durch eigenständige Wörter ausgedrückt, zum Beispiel Präpositionen. Im Finnischen kann ein einziges, durch Suffixe erweitertes Wort eine große Informationsfülle aufnehmen. Ein Beispiel ist das Wort taloissanikinko, das von der Grundform talo („Haus“) abgeleitet ist und so viel wie „auch in meinen Häusern?“ bedeutet. Das Wort lässt sich folgendermaßen auflösen:
| talo | -i       | -ssa         | -ni  | -kin | -ko     |
| Haus | (Plural) | in (inessiv) | mein | auch | (Frage) |

Im Gegensatz zu flektierenden Sprachen wie dem Deutschen oder Lateinischen bedeutet agglutinierender Sprachbau, dass jede grammatische Information in einem eigenen Suffix codiert ist. Zum Beispiel wird in der Form taloissa („in den Häusern“) der Kasus Inessiv durch das Suffix -ssa ausgedrückt, und der Plural getrennt davon durch das Suffix -i – hingegen drückt im Deutschen die Artikelform den den Dativkasus und den Plural zugleich aus und ebenso codiert die deutsche Endung -n in der Form Häusern Dativ und Plural zugleich. Eine Ausnahme ist im Finnischen, dass der Plural im Nominativ und Akkusativ durch -t, in den übrigen Fällen durch -i- gekennzeichnet wird.

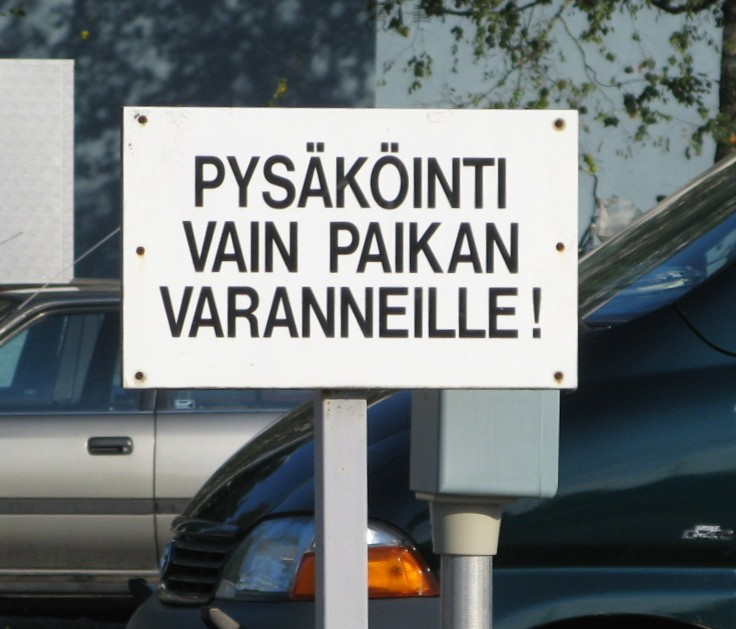
Beispiel für eine Partizipialkonstruktion

Deutschen Nebensätzen entsprechen ebenfalls oft kompakte Partizipial- oder Infinitivkonstruktionen, „Satzentsprechungen“ genannt. Beispielsweise bedeuten die vier Wörter auf dem nebenstehenden Foto: 1. (Das) Parken; 2. nur; 3. den/einen Platz; 4. für reserviert Habende – also auf gut Deutsch: „Parken nur für diejenigen, die einen Platz reserviert haben.“
Allerdings hat sich das Finnische typologisch in vielerlei Hinsicht seinen indogermanischen Nachbarsprachen angenähert. So können die Satzentsprechungen durch konjunktionale Nebensätze ersetzt werden. Im Gegensatz zum Ungarischen oder den meisten anderen agglutinierenden Sprachen nimmt im Finnischen das attributive Adjektiv die gleiche Endung an wie das dazugehörige Substantiv (vgl. ungarisch nagy ház „großes Haus“ – nagy házakban „in großen Häusern“ mit finnisch iso talo – isoissa taloissa). Auch ist die bevorzugte Satzstellung im Finnischen wie im benachbarten Schwedischen Subjekt-Verb-Objekt (SVO) und nicht Subjekt-Objekt-Verb (SOV), wie es bei agglutinierenden Sprachen häufiger der Fall ist. Deshalb verkörpert das Finnische den agglutinierenden Sprachtypus in keiner besonders reinen Form.

### Nomina
Zu den Nomina gehören Substantive, Adjektive, Pronomina und Zahlwörter. Die Deklinationsendungen sind für alle Nomina gleich. Allerdings werden sie nach den Veränderungen, die der Wortstamm durchmacht, in verschiedene Typen eingeteilt.
Das Finnische kennt weder unbestimmte noch bestimmte Artikel. Talo kann je nach Zusammenhang „das Haus“ oder „ein Haus“ bedeuten. Auch eine Genuskategorie existiert nicht. Sogar bei den Personalpronomina gibt es nur ein Wort hän für „er“ und „sie“.

#### Deklinationstypen
Die finnischen Nomen werden in verschiedene Typen eingeteilt. Die Endungen sind für alle Typen gleich, aber die Wortstämme unterliegen bei der Deklination unterschiedlichen Veränderungen. Um ein Nomen deklinieren zu können, muss man den Typ kennen; so ergibt sich der für die jeweilige Endung benötigte Wortstamm. Charakteristisch für die einzelnen Typen sind jeweils:
- der Nominativ (Grundform)
- der Vokalstamm (an ihn werden die meisten Endungen wie -n, -lle, -ksi angehängt)
- der Konsonantstamm (nur wenn der Partitiv -ta/tä an einen Konsonanten gehängt wird)
- der Pluralstamm

Bei der Deklination kann der Wortstamm durch den Stufenwechsel verändert werden. Aus sprachgeschichtlichen Gründen werden diese Veränderungen nicht immer angewendet (vgl. lasi – lasin „Glas“ und vuosi – vuoden „Jahr“). Außerdem gibt es einige Adjektive, die nicht dekliniert werden.
| Beispielwort | Genitiv   | Partitiv Sg. | Partitiv Pl. | Kennzeichen                       | Übersetzung |
| ------------ | --------- | ------------ | ------------ | --------------------------------- | ----------- |
| talo         | talon     | taloa        | taloja       | auf -o/ö, -u/y                    | Haus        |
| ilta         | illan     | iltaa        | iltoja       | zweisilbig auf -a, 1. Vokal a/e/i | Abend       |
| kuuma        | kuuman    | kuumaa       | kuumia       | zweisilbig auf -a, 1. Vokal o/u   | heiß        |
| omena        | omenan    | omenaa       | omenoita     | dreisilbig auf -a/ä               | Apfel       |
| lasi         | lasin     | lasia        | laseja       | auf -i mit Genitiv -in            | Glas        |
| vuosi        | vuoden    | vuotta       | vuosia       | auf -si                           | Jahr        |
| vuode        | vuoteen   | vuodetta     | vuoteita     | dreisilbig auf -e                 | Bett        |
| ihminen      | ihmisen   | ihmistä      | ihmisiä      | auf -nen                          | Mensch      |
| rikas        | rikkaan   | rikasta      | rikkaita     | auf -as/äs                        | reich       |
| kiitos       | kiitoksen | kiitosta     | kiitoksia    | auf -os/ös                        | Dank        |
| puhunut      | puhuneen  | puhunutta    | puhuneita    | Partizipien                       | gesprochen  |

Diese Tabelle zeigt beispielhaft einige der wichtigsten Deklinationstypen. Aus den Stammformen können sämtliche Wortbildungen hergeleitet werden.

#### Kasus
Im Finnischen gibt es 15 reguläre Kasus. Die meisten von ihnen übernehmen ähnliche Funktionen wie die Präpositionen im Deutschen. Aufgeteilt werden sie in grammatische Kasus, die in ihrer Funktion den deutschen Kasus ähneln, drei Gruppen von Lokalkasus, die konkrete und abstrakte örtliche Relationen bezeichnen, und die marginalen Kasus, die in der heutigen Sprache nur noch selten benutzt und meist durch Post- oder Präpositionen ersetzt werden. 
Neben diesen 15 Kasus gibt es 12 weitere Adverbialkasus, die nur für eine jeweils kleine Anzahl an Wörtern benutzt werden, z. B. den Prolativ, der den Weg ausdrückt, über den eine Handlung ausgeführt wird (z. B. postitse auf dem Postweg, kirjeitse brieflich).
Die Kasus werden gebildet, indem die Kasussuffixe (oder „-endungen“) an den Wortstamm angefügt werden und gleichzeitig regelmäßige phonologische Stammveränderungen auftreten (u. a. durch Stufenwechsel, siehe oben). Die Kasusendungen sind dabei in den verschiedenen Deklinationstypen einheitlich; wobei die Grammatik Formen wie -ssa und -ssä als eine identische Endung betrachtet (siehe Vokalharmonie). Die Endungen im Singular entsprechen denen im Plural. Letzterer wird durch ein zwischen dem Wortstamm und der Kasusendung eingeschobenes -i- markiert (z. B. Singular talossa, Plural taloissa). Ausnahme ist der Nominativ, der im Singular unmarkiert ist und die Pluralendung -t erhält (talot).
| Fall                 | Suffix             | Beispiel           | Übersetzung                   | Erklärung                                                                           |
| Grammatische Kasus   | Grammatische Kasus | Grammatische Kasus | Grammatische Kasus            | Grammatische Kasus                                                                  |
| -------------------- | ------------------ | ------------------ | ----------------------------- | ----------------------------------------------------------------------------------- |
| Nominativ            | -                  | talo               | das Haus                      | Grundform; Subjektskasus                                                            |
| Genitiv              | -n                 | talon              | des Hauses                    | Zugehörigkeit (wessen?)                                                             |
| Akkusativ            | -, -n 1)           | talon, talo        | das Haus                      | Objektskasus                                                                        |
| Partitiv             | -(t)a2)            | taloa              | das Haus                      | Teilobjekt, unbestimmte Menge; häufig Objekt, kann auch als Subjektskasus fungieren |
| Innere Lokalkasus    |                    |                    |                               |                                                                                     |
| Inessiv              | -ssa2)             | talossa            | im Haus                       | im Raum (wo?)                                                                       |
| Elativ               | -sta2)             | talosta            | aus dem Haus                  | aus dem Raum (woheraus?)                                                            |
| Illativ              | -Vn3)              | taloon             | ins Haus                      | in den Raum (wohinein?)                                                             |
| Äußere Lokalkasus    |                    |                    |                               |                                                                                     |
| Adessiv              | -lla2)             | talolla            | am Haus                       | bei, an, auf oder mit etwas (wobei?, womit?)                                        |
| Ablativ              | -lta2)             | talolta            | vom Haus (weg)                | von etwas (woher?)                                                                  |
| Allativ              | -lle               | talolle            | zum Haus                      | auf etwas zu/hin (wohin?); entspricht auch oft dem deutschen Dativ                  |
| Abstrakte Lokalkasus |                    |                    |                               |                                                                                     |
| Essiv                | -na2)              | talona             | als Haus                      | Zustand (als was?)                                                                  |
| Translativ           | -ksi               | taloksi            | zum Haus (werden oder machen) | Zustand als Ergebnis einer Veränderung                                              |
| Marginale Kasus      |                    |                    |                               |                                                                                     |
| Abessiv              | -tta2)             | talotta            | ohne Haus                     | Mangel, ohne etwas                                                                  |
| Instruktiv           | -(i)n              | taloin             | mittels Häusern               | Art und Weise (mittels wessen?); in der Regel nur im Plural                         |
| Komitativ            | -(i)ne-4)          | taloineen          | mitsamt (seinen) Häusern      | Dazugehörigkeit (mit wem oder was zusammen?); steht stets im Plural                 |

1) Die Form des Akkusativs entspricht im Singular je nach syntaktischer Stellung dem Nominativ oder dem Genitiv, im Plural entspricht er dem Nominativ.
2) Diese Endungen unterliegen der Vokalharmonie, d. h. anstelle des a kann ein ä stehen.
3) Verdopplung des vorangehenden Vokals + n; endet ein Wort auf einen Doppelvokal, so wird bei einsilbigen Wörtern (maa „Land“, puu „Baum, Holz“) einer Verdreifachung des Vokals durch Einfügen eines h vorgebeugt: maahan, puuhun; bei mehrsilbigen Wörtern wird die Silbe -seen angehängt: Porvoo (Ort in Finnland), Porvooseen
4) Der Komitativ verlangt bei Substantiven ein Possessivsuffix.

#### Adjektive und Adverbien
Adjektivische Attribute stehen vor dem Wort, auf das sie sich beziehen, und kongruieren mit diesem. Der Komparativ wird mit dem Suffix -mpi gebildet (iso „groß“ – isompi „größer“), der Superlativ mit dem Suffix -in (isoin „der größte“).
Adverbien werden mit dem Suffix -sti gebildet (vgl. auto on nopea „das Auto ist schnell“ – auto ajaa nopeasti „das Auto fährt schnell“).

#### Pronomina
Bei den Personalpronomina der 3. Person wird nicht zwischen männlicher („er“) und weiblicher („sie“) Form unterschieden, beide lauten hän. Personalpronomina referieren nur auf Menschen. Bei Nichtmenschen werden Demonstrativpronomina verwendet.
| Person | Finnisch | Deutsch               |
| ------ | -------- | --------------------- |
| 1. Sg. | minä     | ich                   |
| 2. Sg. | sinä     | du                    |
| 3. Sg. | hän      | er/sie (bei Menschen) |
| 1. Pl. | me       | wir                   |
| 2. Pl. | te       | ihr                   |
| 3. Pl. | he       | sie (bei Menschen)    |

Für die höfliche Anrede (Siezen) wird die 2. Person Plural Te verwendet. Das Siezen ist in Finnland aber weit weniger verbreitet als im Deutschen. Dagegen gelten neben dem Siezen auch verschiedene unpersönliche Redewendungen als höflich. So wird der Gesprächspartner bei offiziellen Anlässen oft mit dem bloßen Nachnamen (ohne „Herr“ oder „Frau“) und in der 3. Person angesprochen. Gerne wird eine direkte Anrede durch die Wahl unpersönlicher Formulierungen auch ganz vermieden.
Die Demonstrativpronomina können allein oder als Attribut stehen. Die Unterscheidung zwischen Menschen und Nichtmenschen in der 3. Person wird durch die Wahl zwischen den Personal- und Demonstrativpronomina gemacht.
| Numerus | Finnisch | Deutsch                    |
| ------- | -------- | -------------------------- |
| Sg.     | tämä     | dieser, dieses, diese      |
| Sg.     | tuo      | jener, jenes, jene         |
| Sg.     | se       | der, das, die; er, es, sie |
| Pl.     | nämä     | diese                      |
| Pl.     | nuo      | jene                       |
| Pl.     | ne       | die; sie                   |

Das Fragepronomen lautet kuka („wer“) bzw. mikä („was“).
Die Pronomina werden wie die Nomen dekliniert. Die Personalpronomina haben im Akkusativ eine besondere Endung -t (minut, sinut).

#### Possessivsuffixe
Im Gegensatz zum Deutschen werden Besitzverhältnisse nicht allein durch Pronomina („mein, dein“), sondern durch an das Wortende angehängte Suffixe angezeigt. Zusätzlich zum Possessivsuffix kann der Genitiv des Personalpronomens treten. Die Possessivsuffixe der 3. Person benötigen meist ein Bezugswort. Ist das Subjekt des Satzes in der 3. Person und gehört das Objekt dem Subjekt, entfällt jedoch das Bezugswort. Beispiel: Hän myi talonsa („Er verkaufte sein [eigenes] Haus“).
| Person | Suffix        | Beispielwort     | Übersetzung   |
| ------ | ------------- | ---------------- | ------------- |
| 1. Sg. | -ni           | (minun) taloni   | mein Haus     |
| 2. Sg. | -si           | (sinun) talosi   | dein Haus     |
| 3. Sg. | -nsa1), -Vn2) | hänen talonsa    | sein/ihr Haus |
| 1. Pl. | -mme          | (meidän) talomme | unser Haus    |
| 2. Pl. | -nne          | (teidän) talonne | euer Haus     |
| 3. Pl. | -nsa1), -Vn2) | heidän talonsa   | ihr Haus      |

1) Diese Endung unterliegt der Vokalharmonie, d. h., anstelle des a kann ein ä stehen.
2) Verdopplung des vorangehenden Vokals + n. Diese Variante kommt bei der Deklination vor (z. B. Inessiv hänen talossaan „in seinem/ihrem Haus“).
Die Possessivsuffixe treten auch bei Postpositionen auf, die ein Bezugswort im Genitiv verlangen.
- (minun) edessäni („vor mir“), (sinun) kanssasi („mit dir“).

Daneben können die Possessivsuffixe in den so genannten Satzentsprechungen das Subjekt anzeigen.
- tultuani („nachdem ich gekommen war“), haluamattasi („ohne, dass du es gewollt hättest“).

#### Zahlwörter
Die Bildung der finnischen Zahlwörter geht von den Grundzahlen eins bis zehn aus: yksi (1), kaksi (2), kolme (3), neljä (4), viisi (5), kuusi (6), seitsemän (7), kahdeksan (8), yhdeksän (9) und kymmenen (10). Ganze Zehner werden durch Anhängung von -kymmentä gebildet, also kaksikymmentä für „zwei Zehner“, also „Zwanzig“. Weitere Zahlen über 20 bilden sich durch einfache Anhängung der Zahl der Einer: kaksikymmentäyksi für Einundzwanzig. Entsprechend wird für Hunderter, Tausender usw. vorgegangen.
Die Zahlen von 11 bis 19 weichen von diesem System ab und werden gebildet durch Anhängung von -toista an die Einerzahl, also kaksitoista für Zwölf. Direkt übersetzt bedeutet dies „Zwei vom Zweiten“, also die zweite Zahl des zweiten Zehnerblockes. Dieses Zahlenbildungskonzept wurde früher auch für höhere Zahlen befolgt, so dass 35 als viisineljättä, also „Fünf vom Vierten“, gelesen wurde. Diese Ausdrucksweise ist jedoch aus der Sprache verschwunden; man findet sie nur noch in älteren Texten (z. B. bei den Kapitelangaben in der Kalevala). In ähnlicher Weise wird das Wort für Eineinhalb wie „die Hälfte vom Zweiten“, puolitoista gebildet.
Finnische Zahlwörter werden (wie Adjektive und andere Attribute) in der Wortgruppe wie das Nomen dekliniert: Kolmesta talosta für „aus drei Häusern“. Diese Deklination betrifft bei aus mehreren Teilen zusammengesetzten Zahlwörtern alle Teile:
- „234 Häuser“: kaksisataakolmekymmentäneljä taloa
- „aus 234 Häusern“: kahdestasadastakolmestakymmenestäneljästä talosta

Die Zahlwörter ab zwei verlangen, wenn sie im Nominativ oder Akkusativ stehen, für die gezählte Sache den Partitiv Singular: yksi auto („ein Auto“), kaksi autoa („zwei Autos“). In anderen Fällen stehen Zahlwort und gezähltes Wort im gleichen Fall, das Substantiv aber immer im Singular: kahdessa autossa („in zwei Autos“).

### Verben
Das finnische Verb hat vier Tempora (Präsens, Imperfekt, Perfekt und Plusquamperfekt), vier Modi (Indikativ, Konditional, Imperativ und Potential), mehrere Infinitive und ein Verbalsubstantiv sowie vier Partizipien. Das finnische Passiv unterscheidet sich vom deutschen Passiv und ist eine unpersönliche Form.

#### Konjugationstypen
Die finnischen Verben werden in sechs Typen eingeteilt. Diese Einteilung kann noch in verschiedene Untertypen verfeinert werden. Die Endungen sind für alle Typen gleich, aber die Wortstämme unterliegen bei der Konjugation unterschiedlichen Veränderungen. Um ein Verb konjugieren zu können, muss man den Typ kennen; er wird für die jeweilige Endung des Wortstamms benötigt. Charakteristisch für die einzelnen Typen sind jeweils:
- der Infinitiv (Grundform)
- der Vokalstamm (an ihn werden die meisten Endungen wie -n, -t, -mme gehängt)
- der Konsonantstamm (für die Bildung des Partizips)
- der Passivstamm (für die Bildung des Impersonals)

Bei der Konjugation kann der Wortstamm durch den Stufenwechsel verändert werden. Aus sprachgeschichtlichen Gründen werden diese Veränderungen nicht immer angewandt.
| Typ | Beispielwort | 1. Pers. Präs. | 3. Pers. Imp. | Partizip  | Impersonal Imp. | Kennzeichen                | Übersetzung |
| --- | ------------ | -------------- | ------------- | --------- | --------------- | -------------------------- | ----------- |
| 1a  | puhua        | puhun          | puhui         | puhunut   | puhuttiin       | auf -oa, -ua/yä            | sprechen    |
| 1b  | oppia        | opin           | oppi          | oppinut   | opittiin        | auf -ea/eä, -ia/iä         | lernen      |
| 1c  | antaa        | annan          | antoi         | antanut   | annettiin       | auf -aa, 1. Vokal a/e/i    | geben       |
| 1d  | johtaa       | johdan         | johti         | johtanut  | johdettiin      | auf -aa, 1. Vokal o/u      | führen      |
| 2a  | saada        | saan           | sai           | saanut    | saatiin         | langer Vokal + -da/dä      | bekommen    |
| 2b  | syödä        | syön           | söi           | syönyt    | syötiin         | zwei Vokale + -da/dä       | essen       |
| 3   | tulla        | tulen          | tuli          | tullut    | tultiin         | auf -la/lä, -na/nä, -ra/rä | kommen      |
| 4   | haluta       | haluan         | halusi        | halunnut  | haluttiin       | auf -uta/ytä               | wünschen    |
| 5   | tarvita      | tarvitsen      | tarvitsi      | tarvinnut | tarvittiin      | auf -ita/itä               | benötigen   |
| 6   | paeta        | pakenen        | pakeni        | paennut   | paettiin        | auf -eta/etä               | fliehen     |

Diese Tabelle zeigt beispielhaft einige der wichtigsten Konjugationstypen. Kennzeichnend sind jeweils Infinitiv („sprechen“) / 1. Person Präsens („ich spreche“) / 3. Person Imperfekt („er sprach“) / Partizip („gesprochen“) / Impersonal Imperfekt („man sprach“). Aus diesen Stammformen können sämtliche Wortbildungen hergeleitet werden.

#### Konjugation
Konjugation des Verbs puhua (sprechen) im Präsens:
| Person   | Endung | Beispielwort | Übersetzung    |
| -------- | ------ | ------------ | -------------- |
| 1. Sing. | -n     | (minä) puhun | ich spreche    |
| 2. Sing. | -t     | (sinä) puhut | du sprichst    |
| 3. Sing. | -V1)   | hän puhuu    | er/sie spricht |
| 1. Pl.   | -mme   | (me) puhumme | wir sprechen   |
| 2. Pl.   | -tte   | (te) puhutte | ihr sprecht    |
| 3. Pl.   | -vat2) | he puhuvat   | sie sprechen   |

1) Verdopplung des vorangehenden Vokals tritt nur bei Kurzvokal ein, nicht jedoch bei Langvokal oder Diphthong.
2) Diese Endung unterliegt der Vokalharmonie, d. h., statt des a kann ein ä stehen.
Die Personalpronomina der ersten und zweiten Person können weggelassen werden, da die Person bereits durch die Personalendung eindeutig bestimmt ist.

#### Tempora
Das Präsens bezeichnet gegenwärtige oder zukünftige Handlungen. Das Imperfekt (auch Präteritum) bezeichnet die abgeschlossene Vergangenheit. Es wird regelmäßig mit dem Tempuszeichen -i- gebildet. Die Endungen sind dieselben wie im Präsens.
- puhun („ich spreche“) – puhuin („ich sprach“)

Das Perfekt bezeichnet eine Handlung, die in der Vergangenheit stattgefunden oder angefangen hat, aber noch weiterwirkt oder für die Gegenwart von Bedeutung ist. Es entspricht weitgehend dem englischen Present Perfect. Das Plusquamperfekt bezieht sich auf eine Handlung, die vor einem Vergleichszeitpunkt in der Vergangenheit stattfand. Perfekt und Plusquamperfekt werden mit dem Hilfsverb olla (sein) und dem Partizip Perfekt gebildet.
- olen puhunut („ich habe gesprochen“), olet puhunut („du hast gesprochen“).
- olin puhunut („ich hatte gesprochen“), olit puhunut („du hattest gesprochen“).

Das Futur ist im Finnischen nicht vorhanden. Zukünftige Handlungen werden durch das Präsens ausgedrückt (menen huomenna „ich gehe morgen“, „ich werde morgen gehen“). In den überwiegenden Fällen ist trotz des fehlenden Futurs eine eindeutige temporale Zuordnung möglich, insbesondere weil sich diese oft aus dem verwendeten Kasus erschließt (luen kirjaa „ich lese (gerade) ein Buch“, aber luen kirjan „ich werde ein Buch lesen“). Um den Zukunftsbezug eindeutig zu kennzeichnen, wird in neuerer Zeit manchmal in Übernahme von Konzepten indogermanischer Sprachen auch eine Umschreibung mit dem Verb tulla („kommen“) verwendet (tulen menemään huomenna).

#### Modi
Der Indikativ ist der Grundmodus und wird zur Darstellung der Wirklichkeit benutzt.
- puhun („ich spreche“), puhut („du sprichst“).

Der Konditional drückt hypothetische oder bedingte Handlungen aus. Er wird mit dem Moduszeichen -isi- gebildet.
- puhuisin („ich spräche/würde sprechen“), puhuisit („du sprächest/würdest sprechen“)

Der Imperativ ist die Befehlsform. Neben den Imperativen der 2. Person Singular und Plural gibt es auch in der Umgangssprache heute selten benutzte Imperative für die 3. Person Singular und Plural und die 1. Person Plural.
- puhu! („sprich!“), puhukoon! („er spreche!“), puhukaamme! („lasst uns sprechen!“), puhukaa! („sprecht!“), puhukoot! („sollen sie sprechen!“)

Der Potential bezeichnet eine wahrscheinliche, aber nicht sichere Handlung. In der heutigen gesprochenen Sprache ist er recht selten. Er wird mit dem Moduszeichen -ne- gebildet.
- puhunen („ich spreche wohl“), puhunet („du sprichst wohl“).

#### Passiv
Anders als im Deutschen und den meisten anderen indogermanischen Sprachen ist das finnische Passiv keine Umkehrung des Aktivs, sondern eigentlich ein Impersonal, das am ehesten deutschen Formulierungen mit man entspricht. Es bezeichnet Handlungen, bei denen die ausführende Person ungenannt bleibt. Das Passiv könnte als eine Art „4. Person“ aufgefasst werden.
Das Kennzeichen des Passivs ist -(t)ta-/-(t)tä-. Es kommt in allen Tempora und Modi vor.
- Präsens: puhutaan („es wird gesprochen / man spricht“)
- Imperfekt: puhuttiin („es wurde gesprochen / man sprach“)
- Perfekt: on puhuttu („es ist gesprochen worden / man hat gesprochen“)
- Plusquamperfekt: oli puhuttu („es war gesprochen worden / man hatte gesprochen“)
- Konditional: puhuttaisiin („es würde gesprochen (werden) / man spräche“)
- Imperativ: puhuttakoon! („es werde gesprochen! / man spreche!“)
- Potential: puhuttaneen („es wird wohl gesprochen / man spricht wohl“)

Das gedachte Subjekt eines Passivsatzes muss stets ein Mensch sein. Ein deutscher Satz wie „Bei dem Unfall wurde ein Mann getötet“ könnte im Finnischen nicht mit einem Passivsatz übersetzt werden, da dieser implizieren würde, eine nicht genannte Person hätte den Mann während des Unfalles umgebracht.

#### Infinitive
Finnische Verben haben je nach Auffassung drei, vier oder fünf Infinitive und ein Verbalsubstantiv (die Anzahl der Infinitive variiert in unterschiedlichen Grammatiken). Der 1. Infinitiv (puhua „sprechen“) entspricht dem deutschen Infinitiv und ist die Grundform des Verbs. Die übrigen Infinitive werden dekliniert und dienen zur Bildung zahlreicher temporaler, modaler, finaler Satzkonstruktionen (z. B. puhuessani „während ich spreche“, puhumatta „ohne zu sprechen“, olen puhumaisillani „ich bin nah dabei, zu sprechen“).
Das Verbalsubstantiv wird mit dem Suffix -minen gebildet und kann in allen Kasus dekliniert werden. Es entspricht dem substantivierten Infinitiv des Deutschen (puhuminen „das Sprechen“, puhumisen „des Sprechens“).

#### Partizipien
Im Finnischen gibt es vier Partizipien. Es gibt sie in zwei Zeitebenen (Präsens bzw. gleichzeitig und Perfekt bzw. vorzeitig) jeweils als aktive und passive Form. Daneben existiert ein Agenspartizip, das das Partizip Perfekt Passiv ersetzt, wenn das Agens (die handelnde Person) genannt wird.
- Partizip Präsens Aktiv: puhuva („sprechend“)
- Partizip Präsens Passiv: puhuttava („zu sprechen“)
- Partizip Perfekt Aktiv: puhunut („gesprochen habend“ – Singular), puhuneet („gesprochen habend“ – Plural)
- Partizip Perfekt Passiv: puhuttu („gesprochen“)
- Agenspartizip: puhuma + Genitiv oder Possessivsuffix („von jmd. gesprochen“)

#### Verneinung
Die Verneinung wird mit dem speziellen Verneinungsverb ei und dem nicht konjugierten Verbstamm gebildet.
- (minä) en puhu („ich spreche nicht“)
- (sinä) et puhu („du sprichst nicht“)
- hän ei puhu („er spricht nicht“)
- (me) emme puhu („wir sprechen nicht“)
- (te) ette puhu („ihr sprecht nicht“)
- he eivät puhu („sie sprechen nicht“)

Das verneinte Imperfekt wird anders gebildet als das bejahte, nämlich mit ei und dem Partizip Perfekt Aktiv des Verbs. Das verneinte Perfekt und Plusquamperfekt werden durch Verneinung des Hilfsverbs olla gebildet.
- puhuin („ich sprach“), puhuimme („wir sprachen“) – en puhunut („ich sprach nicht“), emme puhuneet („wir sprachen nicht“).
- olen puhunut („ich habe gesprochen“), olemme puhuneet („wir haben gesprochen“) – en ole puhunut („ich habe nicht gesprochen“), emme ole puhuneet („wir haben nicht gesprochen“).
- olin puhunut („ich hatte gesprochen“), olimme puhuneet („wir hatten gesprochen“) – en ollut puhunut („ich hatte nicht gesprochen“), emme olleet puhuneet („wir hatten nicht gesprochen“)

Beim verneinten Imperativ steht das Verneinungsverb in einer speziellen Imperativform älä.
- puhu! („sprich!“), puhukaa! („sprecht!“) – älä puhu! („sprich nicht!“), älkää puhuko! („sprecht nicht!“)

#### Haben
Es gibt im Finnischen kein Wort für „haben“, stattdessen eine Konstruktion mit der 3. Person Singular von olla (sein) und dem Adessiv.
- minulla on auto (wörtlich „bei mir ist ein Auto“: „ich habe ein Auto“)

### Syntax

#### Wortstellung
Die übliche Wortfolge eines finnischen Satzes ist Subjekt-Prädikat-Objekt, damit ist das Finnische eine SVO-Sprache. Die Wortstellung ist aber prinzipiell frei, wenn auch nicht beliebig, da sie Bedeutungsnuancen ausdrückt. Neue Informationen treten meist ans Satzende.
Vergleiche:
- Koira puri miestä. – „Der Hund biss den Mann“.
- Miestä puri koira. – „Den Mann biss ein Hund“.
- Miestä koira puri. – „Es war der Mann, den der Hund biss“. (und nicht etwa jemand anders)
- Koira miestä puri. – „Es war ein Hund, der den Mann biss“. (und kein anderes Tier)
- Puri koira miestä. – „Doch, der Hund biss den Mann“. (als Erwiderung eines Zweifels, ob der Hund den Mann biss)
- Puri miestä koira – „Doch, ein Hund biss den Mann“. (als Erwiderung eines Zweifels, ob der Mann von einem Hund gebissen wurde)

#### Fragen
In Entscheidungsfragen steht das Verb am Satzanfang und wird mit der Fragepartikel -ko/-kö versehen. Wenn die Frage ein anderes Wort fokussiert, steht dieses mit der Fragepartikel am Satzanfang. Fragewörter hingegen werden in der Standardsprache nie mit der Fragepartikel versehen.
Die Frage kann auch elliptisch sein.
- Tuleeko Anna kesällä? – „Kommt Anna im Sommer?“
- Annako tulee kesällä? – „Ist es Anna, die im Sommer kommt?“
- Kesälläkö Anna tulee? – „Kommt Anna im Sommer?“ (oder irgendwann sonst)
- Kuka tulee kesällä? Annako? – „Wer kommt im Sommer? Anna?“

Bei der Antwort auf eine Entscheidungsfrage entspricht dem deutschen „ja“ die Wiederholung des Verbs, dem deutschen „nein“ das Verneinungsverb.

#### Subjekt
Die Kategorien von Subjekt und Objekt sind im Finnischen weniger deutlich ausgeprägt als im Deutschen. Das Subjekt kann im Nominativ oder Partitiv stehen oder auch völlig fehlen. Der Normalfall als Subjektskasus ist der Nominativ.
- Tyttö näki linnun. – „Das Mädchen sah einen Vogel“.

Ein Partitivsubjekt kommt in den sogenannten Existentialsätzen („es-gibt“-Sätzen) vor, wenn eine unbestimmte Menge bezeichnet wird.
- Lasissa on maitoa. – „Im Glas ist Milch“.
- Pihalla juoksee poikia. – „Auf dem Hof laufen Jungen“.

Bei Sätzen, die eine Notwendigkeit ausdrücken, steht die finnische Entsprechung des deutschen Subjekts im Genitiv und wird ein Dativadverbial genannt, weil es sich semantisch um einen Dativ handelt. Das grammatikalische Subjekt ist der Infinitiv.
- Sinun täytyy tehdä se. – „Du musst das machen“. (wortwörtlich: „Dir ist obligatorisch, das zu machen.“)

Sätze, die im Deutschen ein unpersönliches „man“ oder das expletive „es“ als Subjekt haben, stehen im Finnischen ohne Subjekt.
- Ulkona sataa. – „Draußen regnet es“.

#### Objekt
Das Objekt kann im Akkusativ oder Partitiv stehen. Das Objekt steht stets im Partitiv, wenn der Satz verneint ist.
- Ostin kirjan. (Akkusativ) – „Ich kaufte das Buch“.
- En ostanut kirjaa. (Partitiv) – „Ich kaufte das Buch nicht“.

In bejahenden Sätzen hat die Kasuswahl zwei Aufgaben. Der Akkusativ drückt eine quantitative Bestimmtheit aus, während der Partitiv benutzt wird, wenn eine unbestimmte oder unzählbare Menge gemeint ist.
- Juon kahvia. (Partitiv) – „Ich trinke Kaffee“. (unbestimmte Menge)
- Juon kahvin. (Akkusativ) – „Ich trinke den Kaffee“. (= „Ich trinke diese Tasse Kaffee aus“.)

Außerdem kann ein Aspektunterschied ausgedrückt werden. Dabei drückt der Akkusativ eine perfektive oder resultative (abgeschlossene) und der Partitiv eine imperfektive oder irresultative (nicht abgeschlossene) Handlung aus.
- Mies ampui hirveä. (Partitiv) – „Der Mann schoss auf den Elch“.
- Mies ampui hirven. (Akkusativ) – „Der Mann erschoss den Elch“.

#### Satzentsprechungen
Bei den Satzentsprechungen handelt es sich um kompakte Infinitiv- oder Partizipialkonstruktionen, die einen Nebensatz ersetzen. Die Infinitivformen werden dabei dekliniert und drücken eine zeitliche, modale oder finale Bedeutung aus. Das Subjekt des Nebensatzes tritt in den Genitiv oder kann als Possessivsuffix angehängt werden.
- Hän sanoo, että Pekka on sairas. = Hän sanoo Pekan olevan sairas. – „Er sagt, dass Pekka krank ist. / Er sagt, Pekka sei krank“.
- Syömme, kun olemme tulleet kotiin. = Syömme tultuamme kotiin. – „Wir essen, wenn wir nach Hause gekommen sind“.
- Menin kauppaan, jotta saisin tuoretta maitoa. = Menin kauppaan saadakseni tuoretta maitoa. – „Ich ging in den Laden, um frische Milch zu bekommen“.
- Hän lähti ilman että huomasin. = Hän lähti minun huomaamattani. – „Er ging, ohne dass ich es bemerkte“.

## Wortschatz

### Wortbildung
Die finnische Sprache hat ein komplexes Wortbildungssystem, durch das von einem einzelnen Wortstamm zahlreiche unterschiedliche Begriffe abgeleitet werden können.
Beispielsweise stammen die folgenden Wörter alle vom selben Wortstamm ab:
kirja („Buch“), kirjain („Buchstabe“), kirjaimisto („Alphabet“), kirje („Brief“), kirjasto („Bibliothek“), kirjailija („Schriftsteller“), kirjallisuus („Literatur“), kirjoittaa („schreiben“), kirjoittaja („Autor“), kirjoitus („Schrift“), kirjallinen („schriftlich“), kirjata („buchen“, „eintragen“), kirjasin („Letter“, „Druckbuchstabe“), kirjaamo („Registratur“), kirjoitin („Drucker“), und kirjuri („Schreiber“).
Zur Wortbildung tragen viele Endsilben bei, die den Wortstamm in einen bestimmten Zusammenhang bringen. Im obigen Beispiel bedeuten beispielsweise -in ein Werkzeug, -sto eine Ansammlung, -uri einen Gegenstand bzw. einen Menschen, der eine (im Wortstamm steckende) Tätigkeit ausübt und -mo einen Ort, an dem eine (im Wortstamm steckende) Tätigkeit ausgeübt wird. Eine weitere häufig verwendete Silbe zur Ortsbezeichnung ist -la.
Durch Verbsuffixe können zahlreiche Bedeutungsnuancen ausgedrückt werden, z. B. nauraa („lachen“), naurahtaa („auflachen“), naureskella („vor sich hin lachen“), naurattaa („zum Lachen bringen“, Kausativ).

### Neologismen
Bei Neologismen werden im Finnischen generell eigenständige Wörter Fremdwörtern vorgezogen. Neue Begriffe werden oft auf Grundlage des vorhandenen Wortschatzes geschaffen (z. B. tietokone, wörtlich „Wissensmaschine“ = „Computer“, puhelin von puhua (sprechen) = „Telefon“). Für heute neu in die finnische Sprache zu übertragende Fremdwörter gibt eine staatliche Kommission (Kielitoimisto) regelmäßig Empfehlungen ab, die aber nicht bindender Natur sind. In neuerer Zeit bürgern sich anstelle der eigenständigen finnischen Wortschöpfungen verstärkt auch direkte phonetische Übernahmen aus der jeweiligen Fremdsprache ein (z. B. für Scanner das übliche skanneri anstelle des empfohlenen kuvanlukija, wörtlich „Bildleser“).

### Lehnwörter
Im finnischen Wortschatz existieren Entlehnungen aus sehr unterschiedlichen Zeitschichten. Die historische Linguistik kann uralte Lehnwörter nachweisen. So stammt das finnische Zahlwort für „100“, sata, wahrscheinlich aus einer Urform des Indoiranischen und ist mit dem Sanskrit-Wort śatam verwandt. Ebenfalls in prähistorischer Zeit, seit dem 1. Jahrtausend v. Chr., hatten die Vorfahren der Finnen Kontakte zu den Balten, Germanen und Slawen, aus deren Sprachen sie zahlreiche Wörter übernahmen. Die Lautgestalt dieser alten Lehnwörter hat sich im Finnischen oft besser erhalten als in den Ursprungssprachen. So ist das finnische kuningas noch praktisch identisch mit der germanischen Urform *kuningaz, während sich das Wort in den heutigen germanischen Sprachen weiterentwickelt hat (dt. König, engl. king, schwed. konung oder kung).
Der größte Teil der Lehnwörter im Finnischen stammt aber aus der schwedischen Sprache. Das heutige Finnland gehörte ab dem 12. Jahrhundert bis ins Jahr 1809 zum Königreich Schweden. Während dieser Zeit und noch bis ins 20. Jahrhundert hinein war die Oberschicht schwedischsprachig. In die finnische Sprache wurden sehr viele Lehnwörter aus dem Schwedischen übernommen, z. B. kuppi (schwed. kopp „Tasse“) oder die Wochentage maanantai, tiistai (schwedisch måndag, tisdag) usw. Auch Lehnübersetzungen wie die Phrase ole hyvä (wie schwedisch var så god, wörtl. „sei so gut“) für „bitte“ sind häufig. Die kurze Zugehörigkeit Finnlands zu Russland hat in der Sprache weit weniger Spuren hinterlassen, zumal Russisch nie Amtssprache war. In neuerer Zeit sind Lehnwörter aus dem Englischen dazugekommen, wenn auch in geringerem Umfang als zum Beispiel in der deutschen Sprache.

## Sprachformen

### Umgangssprache
Im Finnischen unterscheiden sich die geschriebene und gesprochene Sprache deutlicher voneinander als in den meisten anderen europäischen Sprachen. Die Unterschiede sind sowohl lautlicher als auch grammatikalischer Natur. Die Schriftsprache wird für fast alle geschriebenen Texte verwendet; eine Ausnahme bilden informelle Nachrichten (E-Mails, SMS-Mitteilungen). In Gesprächssituationen wird dagegen fast ausschließlich die Umgangssprache gesprochen, außer bei besonders formellen Anlässen. Die Umgangssprache variiert je nach dialektalem Hintergrund, Alter und sozialer Stellung des Sprechers, aber auch bei ein und derselben Person je nach Situation.
Die finnische Umgangssprache basiert im Wesentlichen auf dem Dialekt von Helsinki.
Die wichtigsten Merkmale der Umgangssprache sind:
- Lautliche Verschleifung: mä oon statt minä olen („ich bin“), lukee statt lukea („lesen“)
- Gebrauch der sächlichen Pronomina der 3. Person (Singular se, Plural ne) auch für Personen (statt hän, he)
- In der 1. und 2. Person werden die Personalpronomina meist genannt: mä kuulen statt kuulen („ich höre“)
- Verlust der Possessivsuffixe zugunsten des Genitivs der Personalpronomina: mun auto statt autoni („mein Auto“)
- Unterschiede in der Konjugation: Ersetzung der 1. Person Plural durch die Passivkonstruktion: me mennään statt me menemme („wir gehen“); Anstelle der 3. Person Plural steht die Form der 3. Person Singular: autot ajaa statt autot ajavat („die Autos fahren“)
- Bevorzugung analytischer Konstruktionen: Satzentsprechungen werden durch Nebensätze ersetzt: kun mä olin tullut statt tultuani („als ich gekommen war“); die selteneren Kasus wie der Abessiv werden durch Präpositionen ersetzt: ilman rahaa statt rahatta („ohne Geld“)
- Vor allem im informellen Bereich Abkürzung von Wörtern: telkkari statt televisio („Fernseher“)

### Dialekte

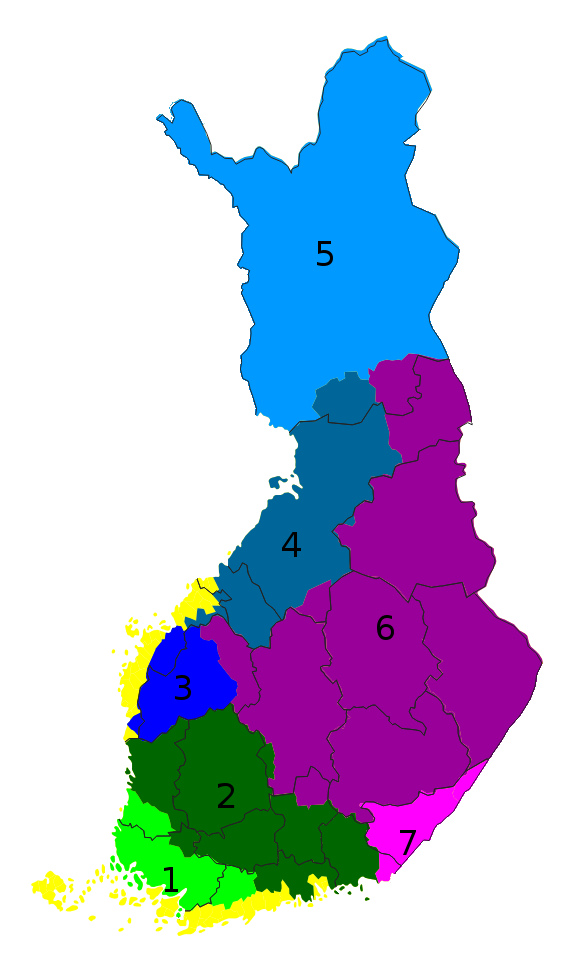
Verteilung der Dialekte in Finnland

Die Unterschiede zwischen den finnischen Dialekten sind recht gering, sie unterscheiden sich fast ausschließlich in der Aussprache. Die finnischen Dialekte teilen sich in eine westliche und eine östliche Hauptgruppe. Die Einordnung der im nordschwedischen Torne-Tal gesprochenen Meänkieli ist umstritten. In Finnland wird es meist als Peräpohjola-Dialekt angesehen, während es in Schweden als eigenständige Sprache klassifiziert und auch an Schulen als Schriftsprache gelehrt wird. Gleiches gilt für das in Nordnorwegen gesprochene Kvenisch.
Westfinnische Dialekte (die Ziffern beziehen sich auf die nebenstehende Karte):
1. Südwestfinnische Dialekte in Varsinais-Suomi und Satakunta
2. Häme-Dialekte in Häme
3. Südösterbottnischer Dialekt in Südösterbotten
4. Mittel- und nordösterbottnische Dialekte in Mittel- und Nordösterbotten
5. Lappische Dialekte in Lappland, westlichem Tornedalen (Meänkieli) und Finnmark (Kvenisch)

Ostfinnische Dialekte
1. Savo-Dialekte in Savo, Nordkarelien, Mittelfinnland, Kainuu, Järviseutu und Koillismaa
2. Südkarelische Dialekte in Südkarelien (und vor dem Zweiten Weltkrieg auf der nördlichen Karelischen Landenge)

Das wichtigste Unterscheidungsmerkmal zwischen westlichen und östlichen Dialekten ist die Entsprechung des schriftsprachlichen d. In den westfinnischen Dialekten ist der Laut meist durch r oder l ersetzt (tehrä statt tehdä), in den ostfinnischen ist er ausgefallen (tehä). In den Südwestdialekten fallen Vokale oft aus, vor allem am Wortende (z. B. snuuks statt sinuksi), während in den östlichen Dialekten Vokale eingefügt werden (z. B. kolome statt kolme). Die östlichen Dialekte verfügen über palatalisierte Konsonanten (z. B. vesj statt vesi).

## Sprachbeispiel
Angegeben ist als Textprobe eine Nachrichtenmeldung aus der in Oulu erscheinenden Tageszeitung Kaleva vom 10. April 2008 mit Originaltext, IPA-Lautschrift, Interlinearübersetzung und deutscher Übersetzung:
| Turhan | aikaisin  | talvihorroksesta   | herännyt  | siili  | kierteli  | kajaanilaisen  | omakotitalon      | pihamaalla   | myöhään  | keskiviikkoiltana.   |
| [ˈturhɑn | ˈɑi̯kɑi̯sin | ˈtɑlviˌhɔrːɔksɛstɑ | ˈhɛrænːyt | ˈsiːli | ˈkiɛrtɛli | ˈkɑjɑːnilɑi̯sɛn | ˈɔmɑkɔtiˌtɑlɔm    | ˈpihɑˌmɑːlːɑ | ˈmyœhæːŋ | ˈkɛskiviːkːɔˌiltɑnɑ] |
| Übermäßig | früh      | Winterschlaf-aus   | erwachter | Igel   | kreiste   | Kajaanier      | Einfamilienhauses | Hof-auf      | spät     | Mittwochabend-an.    |
| Ein vorzeitig aus dem Winterschlaf erwachter Igel streifte am späten Mittwochabend auf dem Hof eines Einfamilienhauses in Kajaani herum. |           |                    |           |        |           |                |                   |              |          |                      |

| Sen | jälkiä         | näkyi        | marjapensaiden         | ympärillä. | Tuoreessa  | lumessa   | jälkiä         | pystyi  | seuraamaan.  |  |
| [ˈsɛn | ˈjælkiæ        | ˈnækyi       | ˈmɑrjɑˌpɛnsɑi̯dɛn       | ˈympærilːæ | ˈtuɔrɛːsːɑ | ˈlumɛsːɑ  | ˈjælkiæ        | ˈpystyi̯ | ˈsɛu̯rɑːmɑːn] |  |
| Dessen | Spuren (Part.) | war sichtbar | Beerensträucher (Gen.) | herum.     | Frisch-in  | Schnee-in | Spuren (Part.) | konnte  | folgen.      |  |
| Seine Spuren waren um die Beerensträucher herum zu sehen. Im frischen Schnee konnte man den Spuren folgen. |                |              |                        |            |            |           |                |         |              |  |

| Siili                                                                                              | pyrki   | koiran  | häkkiin,      | josta       | siilit     | käyvät  | usein  | napsimassa   | ruoan  | muruja.            |
| [ˈsiːli                                                                                            | ˈpyrki  | ˈkɔi̯rɑn | ˈhækːiːn      | ˈjɔstɑ      | ˈsiːlit    | ˈkæyvæt | ˈusɛi̯n | ˈnɑpsimɑssɑ  | ˈruːɑn | ˈmurujɑ]           |
| Igel                                                                                               | strebte | Hundes  | Käfig-hinein, | welcher-aus | Igel (Pl.) | gehen   | oft    | schnappen-in | Essens | Krümel (Part. Pl.) |
| Der Igel versuchte in einen Hundezwinger zu gelangen, aus dem die Igel oft Essenskrümel stibitzen. |         |         |               |             |            |         |        |              |        |                    |

| Siili | nähtiin       | viipottamassa  | lehtikompostille    | päin,  | jonne   | se  | toivottavasti   | meni  | takaisin  | nukkumaan.   |
| [ˈsiːli | ˈnæhtiːn      | ˈviːpɔtːɑmɑsːɑ | ˈlɛhtiˌkɔmpɔstilːɛp | ˈpːæi̯n | ˈjɔnːɛs | ˈsɛ | ˈtɔi̯vɔtːɑvɑstim | ˈmɛni | ˈtɑkɑi̯sin | ˈnukːumɑːn]  |
| Igel | wurde gesehen | watscheln-in   | Laubkompost-zu      | hin,   | wohin   | es  | hoffentlich     | ging  | zurück    | schlafen-zu. |
| Der Igel wurde dabei gesehen, wie er in Richtung des Komposthaufens watschelte, wohin er hoffentlich zum Schlafen zurückkehrte. |               |                |                     |        |         |     |                 |       |           |              |

### Grammatiken
- Fred Karlsson: Finnische Grammatik. Autorisierte Übersetzung aus dem Finnischen von Karl-Heinz Rabe, bearbeitet von Cornelius Hasselblatt und Paula Jääsalmi-Krüger, 4. Auflage. Buske, Hamburg 2004, ISBN 3-87548-203-4.
- Eva Buchholz: Grammatik der finnischen Sprache. 4., korrigierte Auflage. Hempen, Bremen 2012, ISBN 3-934106-40-4.
- Martin Putz: Finnische Grammatik. Praesens, Wien 2002, ISBN 3-7069-0128-5. Durchgesehene Auflage 2008 neu erschienen bei: www.lulu.com, ISBN 978-1-4092-0343-8 (mit zahlreichen diachronen Erklärungen).
- Hans Fromm: Finnische Grammatik. Universitätsverlag Winter, Heidelberg 1982, ISBN 978-3-8253-3108-5 (Karton) oder ISBN 978-3-8253-3109-2 (Leinen).

### Lehrbücher
- Annaliisa Kühn: Hei! Moi! Terve! Buske, Hamburg 2018, ISBN 978-3-87548-877-7.
- Richard Semrau: Langenscheidts Praktisches Lehrbuch Finnisch. Langenscheidt, Berlin 1996, ISBN 3-468-26140-3.
- Marja-Liisa Steiner: Finnisch für Sie. 4. Auflage. Hueber, Ismaning 1989, ISBN 3-19-005076-7.
- Senja Riekkinen-Gebbert: Yksi, kaksi, kolme. Finnisch für Deutschsprachige. Lehrbuch. Hempen, Bremen 2003, ISBN 3-934106-23-4.
- Anna-Liisa Lepäsmaa, Leena Silfverberg: Suomen kielen alkeisoppikirja. ISBN 951-792-034-2 (einsprachig, aber auch für Anfänger).
- Ritva Bargsten, Liisa Voßschmidt: Hei Suomi – Finnisch für Anfänger. ISBN 3-88839-092-3 (Band 1), ISBN 3-88839-092-3 (Band 2), ISBN 3-88839-098-2 (Band 3).
- Harald Molan: Grundwortschatz Finnisch. Buske, Hamburg 2010, ISBN 978-3-87548-570-7.
- Harald Molan: Grammatikübungsbuch Finnisch. Buske, Hamburg 2014, ISBN 978-3-87548-702-2.

### Sprachführer
- Hillevi Low: Finnisch – Wort für Wort (Kauderwelsch Band 15). 10. Auflage. Reise Know-How Verlag, Bielefeld 2006, ISBN 3-89416-014-4.